# Лилейченко, Алексей Трофимович
Алексей Трофимович Лилейченко (15 января 1938 – 12 октября 2015) — комбайнёр колхоза «Родина» Орловского района Ростовской области Герой Социалистического Труда.

## Биография
Родился 15 января 1938 года в хуторе Николаевский 2-й Пролетарского района Ростовской области. Русский.
В 1951 году вместе с семьёй переехал в хутор Большевик Орловского района. После окончания в 1954 году семилетней школы, пошёл работать прицепщиком. Окончив курсы тракториста-машиниста в 1963 году, стал работать самостоятельно. В 1968 году впервые сел за штурвал комбайна в колхозе «Родина» Орловского района Ростовской области.
Несмотря на трудности, связанные с дождями, в 1971 году убрал 553 гектара и намолотил 8530 центнеров зерна. Это был лучший результат по району, за что был награждён серебряной медалью ВДНХ СССР. Включившись во Всесоюзное соревнование за досрочное выполнение заданий девятой пятилетки, утвердил за собой право называться лучшим комбайнёром района.
В 1973 году уборка проходила в исключительно трудных условиях. Приходилось работать урывками между дождями. Комбайны не останавливались по 18-20 часов в сутки. Закончив уборку в своём колхозе «Родина», они вместе с Г. А. Онуфриенко поехали помогать земледельцам совхоза «Красноармейский», а потом убирали хлеб в Цимлянском и Пролетарском районах. Лично намолотил 3460 центнеров зерна - это был рекордный намолот в стране.
Указом Президиума Верховного Совета СССР от 7 декабря 1973 года за большие успехи, достигнутые во Всесоюзном социалистическом соревновании, и проявленную трудовую доблесть в выполнении принятых обязательств по увеличению производства и продажи государству зерна и других продуктов земледелия в 1973 году Лилейченко Алексею Трофимовичу присвоено звание Героя Социалистического Труда с вручением ордена Ленина и золотой медали «Серп и Молот».
По результатам соревнования мастеров уборки Ростовской области в 1973 году ему был вручён приз имени знатного комбайнёра Щербинского.
В уборочную страду 1974 года звено из трёх комбайнов намолотило 70000 центнеров зерна. За уборку этого года получил от таганрогских рабочих именной комбайн «Колос».
Жил в Орловском районе Ростовской области, почётный гражданин Орловского района (2000). Умер 12 октября 2015 года.

## Награды
- Золотая медаль «Серп и Молот» (07.12.1973);
- Орден Ленина (07.12.1973)
- Орден Октябрьской Революции (23.12.1976)
- Орден Трудового Красного Знамени (15.12.1972)
- Медаль «За трудовое отличие» (23.06.1966)
- Медаль «В ознаменование 100-летия со дня рождения Владимира Ильича Ленина» (6 апреля 1970)
- Награждён знаком губернатора Ростовской области «Во благо семьи и общества» (2013)